# Комунистичка партија Бугарске
Комунистичка партија Бугарске (скраћено КПБ) (буг. Комунистическа Партия на България, Komunisticeska Partija na Balgarija, KPB) је опозициона парламентарна политичка партија у Републици Бугарској коју тренутно предводи Александар Паунов.

## Историја
Странка је основана 1996. године као комунистичка партија. Од 2001. године део је Коалиције за Бугарску, коју предводи Бугарска социјалистичка партија. Странка издаје новине Работнически вестник.
У парламентарним изборима 2009. године Коалиција за Бугарску добила је 17,7% гласова грађана и 40 од 240 места у парламенту.